# 武田伊央
武田 伊央（たけだ いお、1994年2月14日 - ）は、RKB毎日放送アナウンサー。

## 経歴
福岡市博多区で生まれ育つ。父の忠也は博多祇園山笠で流の役員など要職を歴任し、2023年の時点で振興会会長を務めている。
福岡雙葉中学校・高等学校を経て西南学院大学在学中に姉も2010年に務めた「福岡親善大使」に選ばれ、2013・14年度の2年にわたり務めた。卒業後の2017年に入社し、その年のRKBテレビにおける博多祇園山笠「追い山」リポートでは“親子共演”を果たした。
2023年9月4日、自身が担当する『田畑竜介 Grooooow Up』（RKBラジオ）の番組内で、前年3月にフリーアナウンサーの佐藤巧（2023年3月までRKB所属）と結婚し、妊娠中であることを発表した。同年12月に予定する出産の準備のため、9月末で担当する全ての番組を降板。
2023年12月30日、自身のInstagramにて「（2023年の年末に）第1子（長女）を出産した」ことを公表した。

## 人物
身長は171cm、趣味は旅行・カメラ。
大学では文学部外国語学科フランス語を専攻し、大学在学中（2015年）にフランスへ留学している。
RKBでの同姓の先輩である武田早絵は同じ福岡市出身であるが血縁関係はない。

## 現在の担当番組
- タダイマ! 金曜担当

## 過去の担当番組

### テレビ
- RKBニュース（不定期）
- ぞっこんRKB
- 女子アナ教育委員会
- 今日感テレビ
- 天神ウォッチ新聞女子
- タダイマ!（中継担当）
- サンデーウォッチ（キャスター）
- THE TIME,（TBSテレビ制作、福岡・佐賀地区中継担当）
- 和田明日香のア・レシピ（ナレーター）

### ラジオ
- 安藤豊 どんどこサタデー
- 土曜deアミーゴ!
- オトナビゲーション
- ＃いおれな
- 財津和夫 虹の向こう側
- 田畑竜介 Grooooow Up
- RKB50ニュース（不定期）